# Меч ката

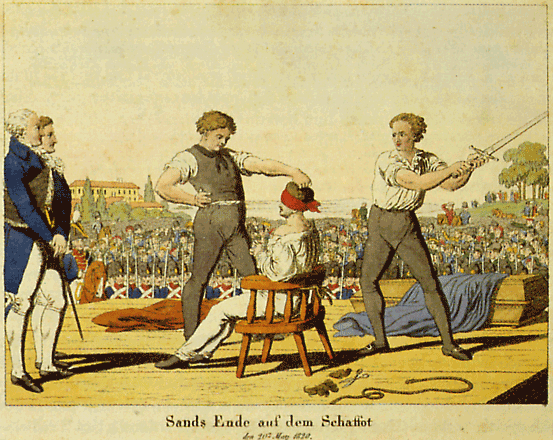
Обезголовлення Карла Людвіга Занда на кріслі для страти мангеймським катом Франком-Вільгельмом Відтманом 20 травня 1820 року

Меч ката (катівський меч, або меч для страти) — особливий дворучний меч, який використовувався в середні віки і до сучасності для обезголовлення засуджених.

## Опис
Катівський меч можна було використовувати тільки для страт, але ніколи для «чесного» бою. Конкретне призначення враховувалося, серед іншого, у формі клинка; типовою рисою катівських мечів було зазвичай дуже широке, пласке і незграбне лезо із заокругленим кінчиком. Тому такий меч не підходив би для пробивання обладунків і бойового фехтування. У деяких відомих катівських мечів кінець леза був додатково перфорований трьома круглими отворами, що мало за мету унеможливити подальше заточування. На відміну від дворучного меча, лезо було таке ж у довжину, як у простого меча (приблизно 80–90 см).
Центр тяжіння катівських мечів був набагато далі, ніж у бойових мечів, що з фізичних причин дозволяло мати більший крутний момент і, отже, більшу потужність удару.
Особливістю мечів було гравіювання зображень і слів на їх лезах. Часто вживаними символами були колесо, шибениця, смерть Христа, Богородиця або свята Катерина.

## Виконання вироку
На відміну від повішення, страта мечем вважалася почесною і в цьому відношенні не завдавала шкоди родині правопорушника.
Для страти засуджений до смертної кари або ставав на коліна, або сидів прямо на спеціальному стільці для ката з підлокітниками, низькою спинкою і часто ременями для стримування (німецький термін «Richtstuhl» є неоднозначним, оскільки він іноді використовується як синонім «крісла судді»). Тоді кат відрізав його голову від тулуба горизонтальним помахом меча ззаду, і якщо він робив це «чисто» одним ударом, це вважалося за доказ його майстерності.

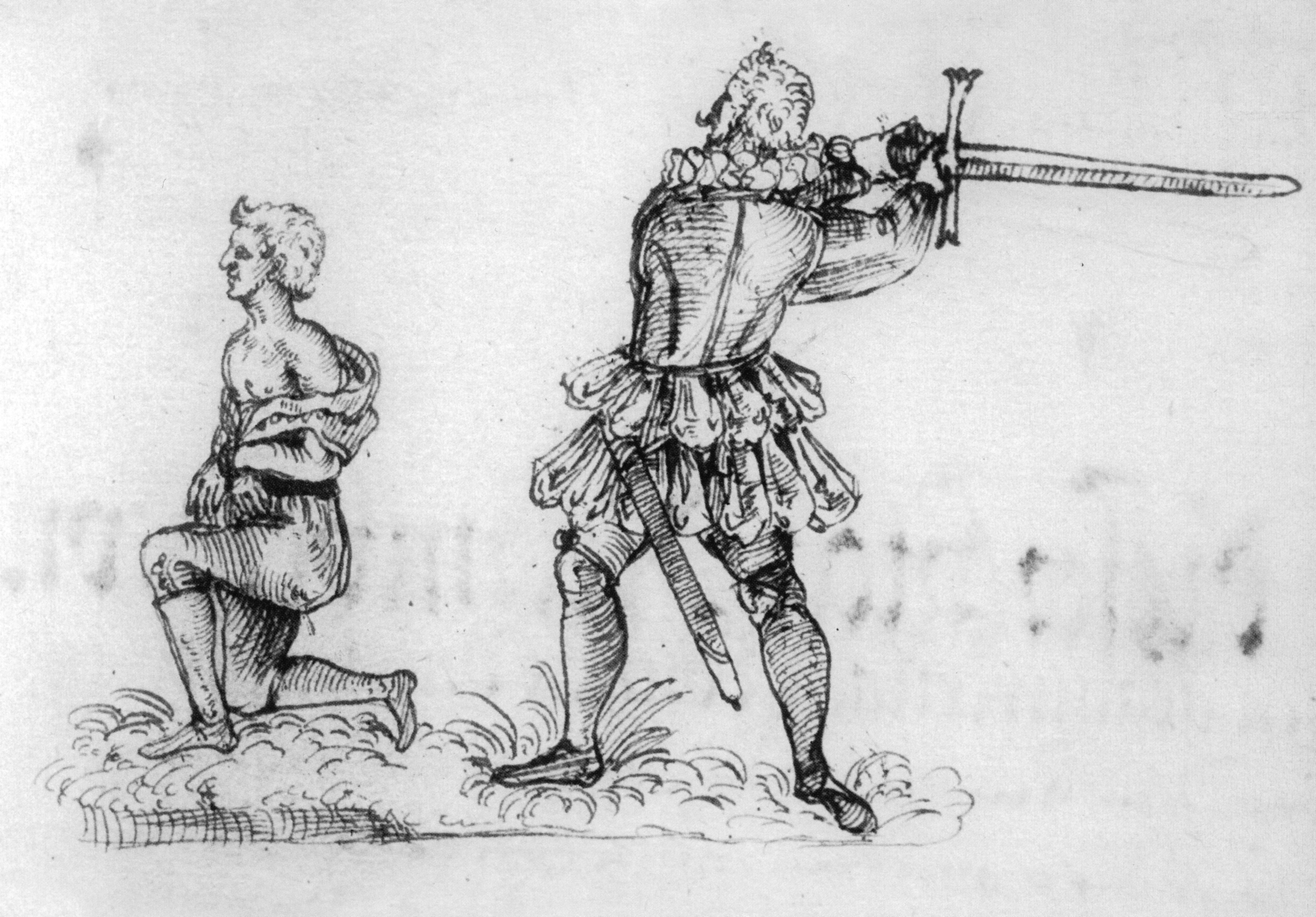
Страта Франца Фрешеля в положенні на колінах — Франц Шмідт

Хто хотів стати катом, мав спочатку довести, що міг цілеспрямовано обезголовлювати тварин. Після цього треба було навчатися. Існує багато історій про страти мечем. Повідомляється, що Франц Шмідт, псевдонім «Майстер Франц», в 1501 році одним крученим рухом відрубав голови двом правопорушникам, що стояли на колінах, на Вайнмаркті в Нюрнберзі. У 1789 році кат Польстер у Борні навіть зумів відрубати три голови одним ударом. Згідно з легендою, Польстер змив кров зі свого меча на фартусі та звернувся до онімілого натовпу з такою римою:
Ich wünsche, daß ein jeder also lebe / Damit er nicht an diesem kalten Eisen klebe

«Бажаю, щоб кожен так жив / Щоб не чіплявся за це холодне залізо.»
У першій половині XVII ст. дрезденський кат Мельхіор Вал насадив голову на тулуб страченому і протягнув тіло по площині понад 30 акрів. Курфюрст Йоганн Георг дав йому за це аристократичний титул «Melichor Wahl von Dreisigacker». За іншою легендою XVII ст., той, хто відрубав 100 голів, отримав ступінь доктора.

## Використання у новітні часи
Катівські мечі використовувалися і все ще використовуються як інструменти для страти в новітні часи, у деяких випадках аж до наших днів. Під час однієї з останніх страт мечем у Європі Хелі Фреймонд була обезголовлена в Швейцарії в 1868 році. За межами Європи вбивця німецького дипломата Клеменса фон Кеттелера був страчений мечем у Китаї в 1900 році. У Саудівській Аравії досі страчують мечем.

## Спеціальні катівські мечі

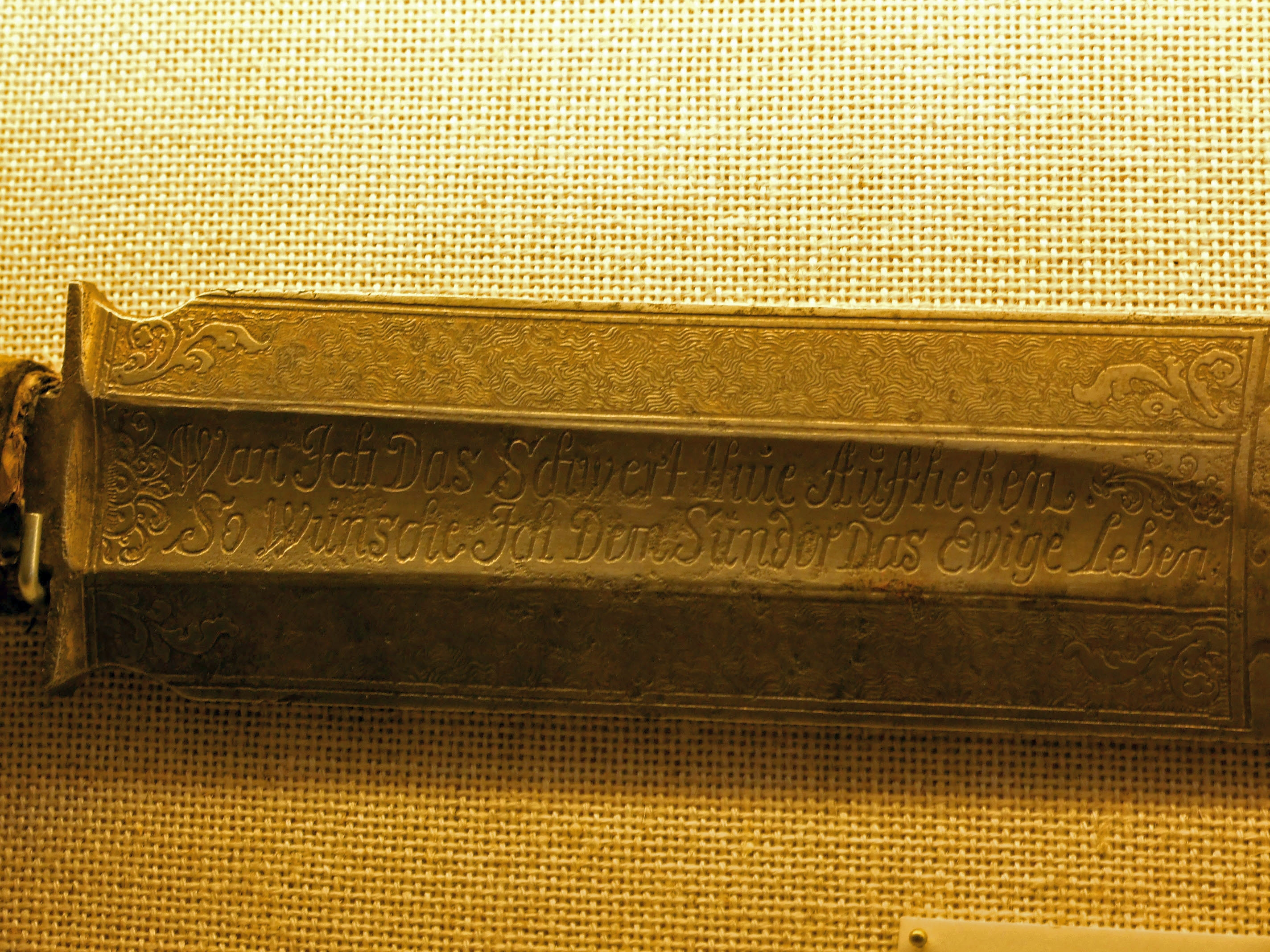
Віршований девіз на мечі франкфуртського ката (1484—1537) у краєзнавчому музеї Берген-Енкхайм. Коли я візьму в руки меч — бажаю грішнику Вічного життя (Wan Ich Das Schwert thue Auffheben — So Wünsche Ich Dem Sünder Das Ewige Leben)

- У 1730 році меч Катте був використаний для обезголовлення Ганса Германа фон Катте, довіреної особи молодого Фрідріха II Прусського.
- Меч ката Карлсруе , який належав тюбінгенському катові Георгу Фрідріху Белтле, зараз виставлений у міському музеї Карлсруе в Палаці принца Макса.[2]
- Меч ката з Кенігсберзької майстерні катів був виготовлений у Золінгені в 1778 році та зберігався в Музеї Пруссії в Кенігсберзькому замку. Був втрачений у битві під Кенігсбергом .
- Дрезденський меч. Цим мечем саксонський канцлер Ніколаус Крелл був страчений на дрезденському Ноймаркті 9 жовтня 1601 року.

## Веб-посилання
- Das Riedlinger Richtschwert. Процитовано 14 червня 2022.
- Richtschwert. Landesmuseum Baden-Württemberg. Процитовано 14 червня 2022.